# Roger-Viollet
Pour les articles homonymes, voir Roger-Viollet (homonymie), Roger et Viollet.
Roger-Viollet est une agence de photographie fondée en 1938 par Hélène Roger-Viollet, située 6, rue de Seine à Paris. Ses collections, composées de huit millions de phototypes, ont été léguées à la Ville de Paris en 1985 et intégrées à la Bibliothèque historique de la Ville de Paris en janvier 2018. 
La société Delta Arts, qui obtient une concession de service public, est créée en décembre 2019 pour gérer le versant commercial de l'agence.

## Origines
L'agence de photographie ancienne Roger-Viollet est fondée par Hélène Roger-Viollet, sur la base initiale du fonds photographique constitué par son père Henri Roger-Viollet qui est par ailleurs celui qui initie Hélène Roger-Viollet à la photographie.

### Henri Roger-Viollet
Amateur en chimie, petit-fils de Jean-Baptiste Roustain, avocat au barreau de Paris, Henri Roger (1869-1946) se lance dans la photographie en 1886, aidé par son frère aîné Ernest Roger, lequel devient co-inventeur de la télégraphie sans fil (TSF) française. En mai 1900, il se marie avec Jeanne Viollet, la fille de l’historien Paul Viollet, catholique dreyfusard cofondateur de la Ligue des droits de l’homme, et prend le nom de « Roger-Viollet » pour se distinguer des autres membres de la famille. Les frères Roger, par leurs inventions, peuvent être comparés à des couples d’inventeurs contemporains, plus célèbres, comme les frères Lumière.

### Hélène Roger-Viollet
Hélène Roger-Viollet, née le 10 juillet 1901 à Paris, est une photographe parisienne, femme d'affaires et créatrice de l'agence photographique Roger-Viollet,. La journaliste Hélène Roger-Viollet s’est rendue célèbre pour avoir milité dans les années 1930 avec Louise Weiss pour le droit de vote des femmes.
Engagée, la jeune fille s'oriente vers le métier de reporter. Elle fait l'École de journalisme de Paris où elle rencontre son futur mari Jean-Victor Fischer. En 1936, elle s’illustre particulièrement en étant, avec son compagnon Jean-Victor Fischer, les premiers étrangers à couvrir la guerre d’Espagne.
À partir des fonds Laurent Ollivier et Paul Mercier, auxquels sont adjoints les fonds des familles Roger et Viollet, Hélène Roger-Viollet fonde en 1938 la Documentation photographique Roger-Viollet, sise rue de Seine,. Grâce à diverses acquisitions, elle enrichit considérablement le fonds photographique, qui passe de cent mille en 1938 à huit millions de phototypes en 1985. Devenue une agence de presse dans les années 1960, riche d'une collection à vocation encyclopédique à même de répondre à toute requête iconographique, Roger-Viollet devient une référence internationale dans le domaine de la photo d'actualité, puis de l'archive. 
En janvier 1985, Hélène Roger-Viollet est égorgée par son mari qui se suicide plus tard en prison, mettant fin à l'épopée de la famille Roger-Viollet.

### Diffusion du fonds
L’agence est officiellement reprise par la Ville de Paris le 19 janvier 1994 et rassemble aujourd’hui près de huit millions de clichés.
La diffusion auprès des médias est assurée par l'agence Parisienne de photographie, une société publique locale détenue par la Ville et le Département jusqu'au 12 novembre 2019. En effet, face aux pertes financières rencontrées, le Conseil de Paris dissout l'agence et signe un contrat de concession de service public portant sur la diffusion et l’exploitation commerciale des reproductions numériques des fonds photographiques Roger-Viollet et France-Soir avec la Société NDLR du groupe Photononstop, et écarte la Réunion des musées nationaux - Grand Palais (RMN-GP). En décembre 2019, Photononstop fonde une agence, Delta Arts, chargée de la gestion de droits. En 2020, l'agence rouvre une enseigne au nom de Roger-Viollet, au même endroit, rue de Seine à Paris, offrant une salle d'exposition au public,. 

Si celle-ci fait office de vitrine commerciale, depuis 1984 le cœur des Collections Roger-Viollet est conservé rue des Arquebusiers, dans le Marais. Cet ensemble patrimonial, rattaché à la Bibliothèque historique de la Ville de Paris en 2018, est inventorié, restauré, numérisé et étudié à des fins scientifiques et de transmission.
« Dans leur volonté de diffuser, de vendre, de proposer, les classements historiques réalisés par les fondateurs et les documentalistes ont la vertu encore aujourd’hui de pouvoir témoigner, de par la multiplicité des tirages, du succès ou de l’échec commercial d’une “image” ; ainsi, une fois définitivement rassemblées et lisibles dans leur temporalité restituée physiquement et/ou numériquement, la vie d’une agence de presse et de ses fonds dans la seconde moitié du XXe siècle  pourra être transmise aux publics et aux chercheurs qui pourront saisir ce “vertige photographique” qui prend souvent les visiteurs dans les réserves Roger-Viollet du Marais. En effet, une offre iconographie volontairement pléthorique comme le fut celle de l’agence Roger-Viollet comprend des centaines de milliers de vues de visages, de lieux, de faits et de natures mortes propres à composer pour peu qu’on s’y laisse prendre, un véritable kaléidoscope du monde d’hier aux années 1990. »

#### Expositions
- 1925-1935, la photographie au service de la modernité, à partir des collections Roger-Viollet et du musée Nicéphore Niépce, Montbéliard, musée du château des ducs de Wurtemberg, 7 avril - 16 septembre 2018[17],[18]
- Dans l’atelier, l’artiste photographié, Paris, Petit Palais - musée des beaux-arts de la Ville de Paris, 5 avril - 17 juillet 2016. Commissariat : Delphine Desveaux, Susana Gállego Cuesta et Françoise Reynaud[19]
- Jours de Guerre / Excelsior, Paris, Orangerie du Sénat, 21 mai - 22 juin 2014[20]
- Laure Albin Guillot, l’enjeu classique, Paris, Jeu de Paume, 26 février - 12 mai 2013 ; Lausanne, musée de l’Élysée, 3 juin - 25 août 2013. Commissariat : Delphine Desveaux et Michaël Houlette[21]
- Portraits d’écrivains de 1850 à nos jours, Paris, Maison Victor Hugo, 2 novembre 2010 - 20 février 2011. Commissariat : Alexandrine Achille, Delphine Desveaux et Pascal Hoël[22]
- Henri Roger, trucs et trucages, Arles, Rencontres d’Arles et musée d'Arles et de la Provence antiques, 2008. Commissariat : Delphine Desveaux[23],[24]
- Pierre Choumoff, un parisien russe, Paris, musée Rodin, 25 janvier - 3 avril 2005. Commissariat : Serge Choumoff, Delphine Desveaux et Hélène Pinet

## Fonds photographiques de l'agence
Pour enrichir les fonds originels Ollivier, Mercier, Roger et Viollet, l'agence a, entre 1938 et 1985, acquis de très nombreux fonds, incluant les droits patrimoniaux dans de nombreux cas. Ces droits sont aujourd'hui la propriété de la Ville de Paris.
- Henri Roger-Viollet, dont de nombreux clichés montrant des trucages par bilocation
- Léopold Louis Mercier (1866-1928), actif de 1889 à 1914
- Ferrier et Soulier, actifs de 1852 à 1908
- Léon, Lévy et Neurdein, comprenant le plus ancien cliché du fonds (1858)
- Jacques Boyer (1869-1960)
- Maurice-Louis Branger (1874-1950)
- Laure Albin-Guillot (1879-1962)
- Albert Harlingue (1879-1964)
- Henri Martinie (1881-1963)
- Boris Lipnitzki (1887-1971)
- Gaston Paris (1903-1964)
- Jacques Cuinières (1943-2020)
- Françoise Demulder (1947-2008)
- Agence LAPI
- Agence RAP